# 凯莉·肯尼迪
凯莉·肯尼迪（英語：Kerry Kennedy，1959年9月8日—），美国著名人权活动人士、作家，罗伯特·肯尼迪人权组织主席。她是前司法部长、联邦参议员罗伯特·肯尼迪之女。

## 生平
凯莉·肯尼迪早年曾就读于布朗大学与波士顿学院法学院，先后获学士学位与法律博士学位。她于1981年起活跃于人权领域，1988年起出任罗伯特·肯尼迪人权中心主任。她还曾任国际特赦组织美国领导协会主席。著有《Being Catholic Now》与《Robert F. Kennedy: Ripples of Hope》。

## 家庭
凯莉·肯尼迪是罗伯特·肯尼迪与埃塞尔·肯尼迪的第七个孩子，也是约翰·肯尼迪总统的侄女。1990年，她与时任纽约州州长马里奥·库默长子、后来同样出任纽约州州长的安德鲁·库默结婚。他们婚后育有三女。两人于2005年离婚。